# Fuchiba venteri
Espèce
Fuchiba venteri est une espèce d'araignées aranéomorphes de la famille des Trachelidae.

## Distribution
Cette espèce est endémique du Cap-Occidental en Afrique du Sud,. Elle se rencontre vers Jakobsbaai.

## Description
Les mâles mesurent de 2,80 à 4,18 mm et les femelles de 3,20 à 3,60 mm.

## Étymologie
Cette espèce est nommée en l'honneur de Jonathan Venter.

## Publication originale
- Haddad & Lyle, 2008 : Three new genera of tracheline sac spiders from southern Africa (Araneae: Corinnidae). African Invertebrates, vol. 49, no 2, p. 37-76.